# Клёны (Ростовская область)
Клёны — посёлок в Сальском районе Ростовской области России.
Входит в Гигантовское сельское поселение.

## География

### Улицы
| - ул. Горького, - ул. Лесная, - ул. Пруцакова, - ул. Северная, \| valign="top" \| - ул. Солнечная, - ул. Степная, - ул. Южная, \| valign="top" \| - пер. Клубный, - пер. Школьный. |

## История
В 1987 году указом ПВС РСФСР поселку седьмого отделения зерносовхоза «Гигант» присвоено наименование Клёны.

## Население
| 2010 |
| ---- |
| 369  |